# Mámoa
Les mámoas, o medoñas, són petits túmuls funeraris característics del Neolític del nord-oest de la península Ibèrica. Trobem mámoas a Galícia, la franja occidental d'Astúries i al nord de Portugal.

## Descripció
Les mámoas són acumulacions artificials de terra i pedres, que formen una protuberància de forma circular o lleugerament el·líptica sobre el terreny. Les seves dimensions van de la desena de metres de diàmetre per 50 centímetres d'alt, fins a les més monumentals que arriben als 40 metres de diàmetre per 4 d'alt, com és el cas d'A Mota Grande de Verea (Ourense). La màmoa més gran documentada és A Madorra da Granxa, a Castro do Rei (Lugo) amb 4 metres d'alt i 70 de diàmetre. Normalment al seu interior amaguen una estructura de pedra coneguda amb el nom de dolmen que, un cop cobert de terra i pedres, és el que forma el túmul funerari. Al seu interior acullen les restes d'una o més persones. És habitual que presentin una depressió a la part superior coneguda amb el nom de conus de violació, resultat d'alguna antiga excavació il·legal en busca d'objectes preciosos o d'algun reaprofitament del material del que està feta la mámoa.
Sovint les mámoas formen grups en camps funeraris anomenats oleiros o campo das olas, "ollers" o "camp de les olles" en català, a causa de les nombroses restes de ceràmica que contenen.

## Cronologia
La construcció d'aquests monuments megalítics al nord-oest de la península Ibèrica és un fenomen que es va desenvolupar, a grans trets, entre el 4500 i el 1000 aC. La mámoa més antiga datada és A Chousa Nova, situada a la parròquia d'Abades de Silleda (Pontevedra), amb una antiguitat de 6.350 anys.

## Denominacions

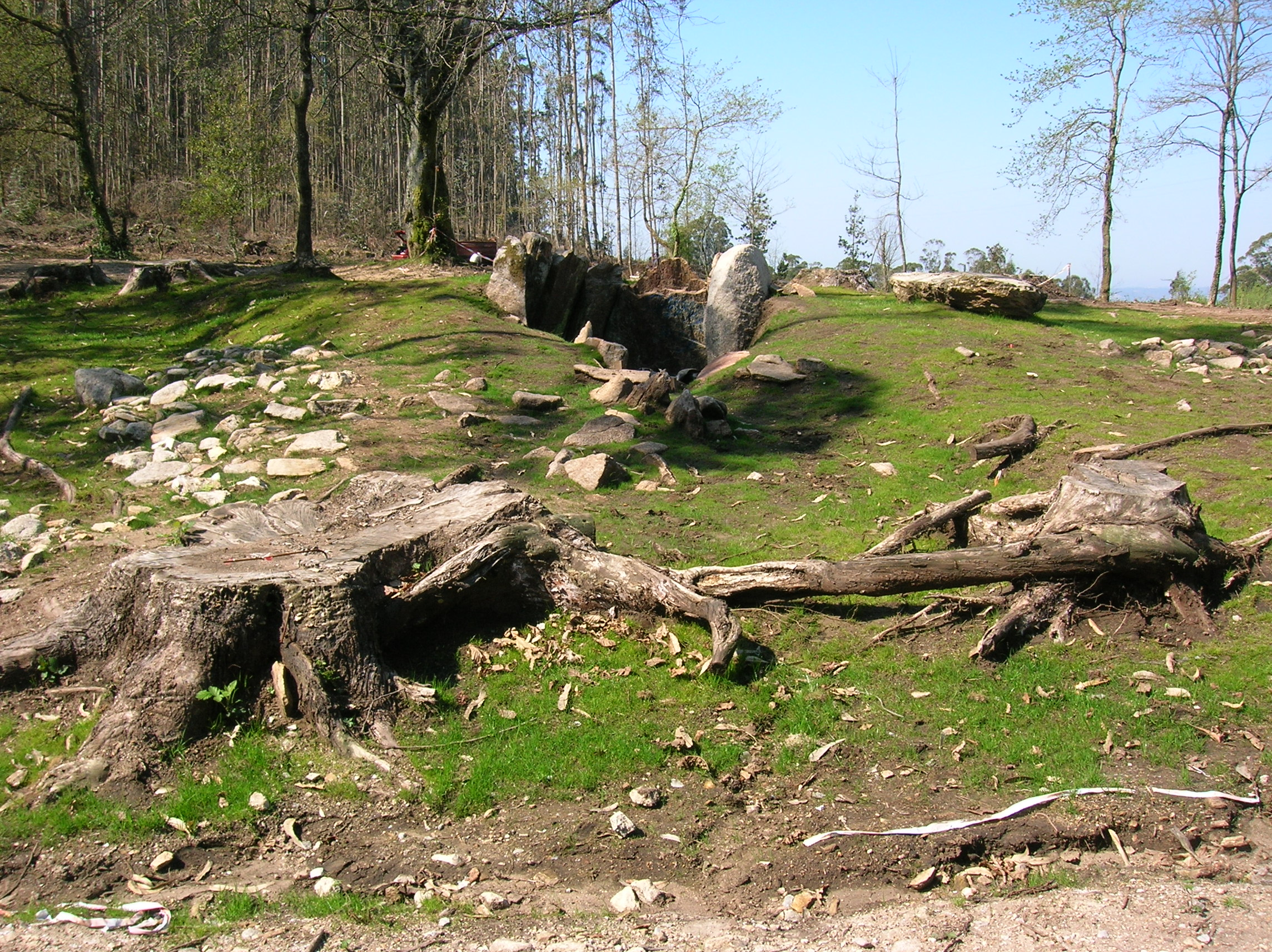
Mámoa i cambra funerària del monument anomenat Chan da Armada, a Marín (Pontevedra), amb l'aspecte que tenia després de les darreres excavacions del 2009

La denominació més estesa per a aquest tipus de monument és la de mámoa, que procedeix del diminutiu llatí mammula: òrgan glandular de les femelles dels mamífers. Aquesta denominació s'aplica metafòricament per la similitud que podrien tenir aquests túmuls amb un pit femení. També és comú sentir-ne el diminutiu: mamoíña o mamoela.
Altres denominacions tenen relació amb el mot llatí meta (en gallec meda), que és un objecte de forma cònica o una marca de delimitació. Aquesta paraula, unida a diferents sufixos, va donar diferents paraules per a referir-se a aquest tipus de túmuls:
META + ONEA > medoña
META + ORRA > medorra 
META + ELA> medela
Altres denominacions utilitzades per a aquest tipus de monuments són mina o petón.